# Lawrence Dundas, 2. markýz ze Zetlandu
Lawrence John Lumley Dundas, 2. markýz ze Zetlandu (do roku 1929 známý pod jménem Lord Ronaldshay) (Lawrence John Lumley Dundas, 2nd Marquess of Zetland, 2nd Earl of Ronaldshay, 4th Earl of Zetland, 5th Baron Dundas) (11. června 1876, Londýn, Anglie – 6. února 1961, Aske Hall, Anglie) byl britský státník ze starobylého skotského rodu Dundasů. Od mládí se jako politik a spisovatel věnoval problematice Indie, byl guvernérem v Bengálsku (1917-1922) a ministrem pro Indii (1935-1940). Zastával také řadu čestných funkcí a v roce 1942 získal Podvazkový řád. Jako markýz ze Zetlandu od roku 1929 zasedal ve Sněmovně lordů.

## Politická kariéra

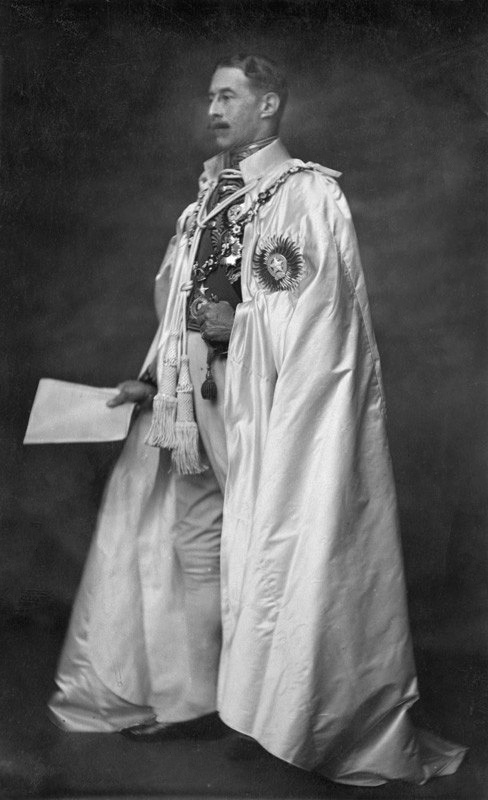
Markýz ze Zetlandu (1923)

Narodil se v Londýně jako druhorozený syn irského místokrále 1. markýze ze Zetlandu. Studoval v Harrow a Cambridge, poté pobýval několik let v Indii, kde byl v roce 1900 pobočníkem indického místokrále. Po návratu sepsal několik knih s východoasijskou tematikou a v letech 1907-1916 byl poslancem Dolní sněmovny za Konzervativní stranu. V parlamentu se věnoval především koloniální problematice a v letech 1912-1915 byl místopředsedou výboru pro veřejnou správu v Indii. V letech 1917-1922 byl guvernérem v Bengálsku, po návratu do Anglie byl jmenován členem Tajné rady (1922). Poté se znovu uplatnil jako spisovatel, napsal například životopis někdejšího indického místokrále lorda Curzona (1928) nebo egyptského guvernéra lorda Cromera (1932), v roce 1929 po otci zdědil rodové tituly a vstoupil do Sněmovny lordů (do té doby jako otcův dědic vystupoval pod jménem hrabě z Ronaldshay).
V letech 1935-1940 byl ministrem pro Indii, respektive od roku 1937 pro Indii a Barmu. V této funkci inicioval schválení zákona o Indii (Government India Act, 1935), který měl uvolnit demokratizační proces a větší autonomii největší britské kolonie. Benevolentní přístup k Indii kritizovali jeho spolustraníci z Konzervativní strany v čele s Winstonem Churchillem. Když se v roce 1940 Churchill stal premiérem, Zetland byl ze své funkce odvolán.
Kromě politických aktivit zastával řadu čestných funkcí, byl prezidentem Královské zeměpisné společnosti (1922-1925), guvernérem Skotské národní banky (1926-1935 a 1940-1951), prvním předsedou organizace pro správu památek ve Skotsku National Trust of Scotland (1931-1945) a lordem místodržitelem v hrabství York (1945-1951), kde byl zároveň smírčím soudcem. Během svého působení na guvernérskem postu v Bengálsku získal Řád Indické říše (1917) a Řád hvězdy Indie (1922). V roce 1942 obdržel Podvazkový řád.

## Rodina

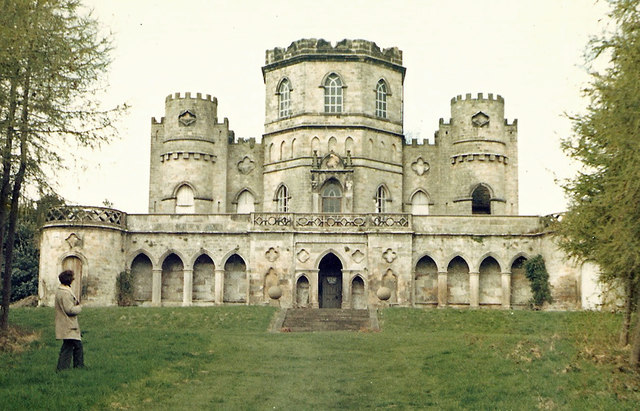
Hlavní rodové sídlo Aske Hall (Yorkshire)

V roce 1907 se oženil s Cicely Archdale (1886-1973), dcerou plukovníka Mervyna Archdale. Měli spolu pět dětí, ze synů starší Lawrence (1908-1989) zdědil rodové tituly, mladší syn lord Bruce Dundas (1920-1942) padl za druhé světové války jako letec.
Synovec Lawrence Lumley, 11. hrabě ze Scarborough se vlivem markýze Zetlanda stal guvernérem v Bombaji (1937-1943) a později zastával vysoké funkce u dvora.